# A Sentimental Date with Perry
A Sentimental Date with Perry (podtytuł: Perry Como Sings Six Great Favorite Songs) – studyjny album muzyczny piosenkarza Perry’ego Como wydany przez wytwórnię RCA Victor w 1949 roku jako zestaw czterech płyt winylowych o prędkości 78 obr./min. Nagrany 10 i 11 lipca oraz 25 i 30 września 1947 r., z wyjątkiem utworu „I’m Always Chasing Rainbows”, który został nagrany w 1945 r. Album ten został wydany ponownie w 1956 roku jako płyta długogrająca LP.

## Lista utworów
| 1 | „When Day Is Done”                                                            |
| 2 | „When Your Hair Has Turned To Silver (I Will Love You Just The Same)”         |
| 3 | „Carolina Moon”                                                               |
| 4 | „Body And Soul”                                                               |
| 5 | „What'll I Do?”                                                               |
| 6 | „Love Me Or Leave Me”                                                         |
| 7 | „If We Can’t Be The Same Old Sweethearts, We'll Just Be The Same Old Friends” |
| 8 | „I’m Always Chasing Rainbows”                                                 |